# Claude J. Letulle
Claude J. Letulle (* 28. März 1919 in Cambo-les-Bains; † 17. November 2007) war ein französischer Holocaustüberlebender, Résistancekämpfer und Autor.

## Leben
Als eines von fünf Kindern wuchs Letulle in einer katholischen Familie in Paris auf. Sein Vater, ein Arzt, besaß ein medizinisches Labor und ermutigte ihn, auch Medizin zu studieren, was er jedoch ablehnte. Ab 1936 begann er ein Jurastudium. Am 3. September 1939 erklärte Frankreich dem Deutschen Reich den Krieg. Im Oktober desselben Jahres wurde er in die französische Armee eingezogen. Nach der Grundausbildung wurde er zum Freikorporal befördert und einer südöstlich von Paris stationierten Panzerdivision zugeteilt. Sechs Wochen nach dem deutschen Einmarsch in Frankreich wurde Letulle festgenommen und zur Zwangsarbeit für den NS-Staat gezwungen. Nach vier Jahren als Gefangener wurde Claude im Rahmen eines Gefangenenaustauschs im Februar 1944 nach Frankreich zurückgeführt. Er kämpfte bis Kriegsende im französischen Untergrund.
Letulle lebte bis zu seinem Tod im US-Bundesstaat Louisiana.

## Werke
- Nightmare Memoir: Four Years as a Prisoner of the Nazis, 1987, ISBN 978-0807113332.